# Gasudladningsrør forkobling
En gasudladningsrør forkobling eller lysstofrør forkobling er en specifik type af strømforsyning, som sikrer at et gasudladningsrør (f.eks. lysstofrør) tændes og energiforsynes korrekt.
Gasudladningsrørs ældre forkobling har flere navne bl.a. elektrisk ballast, elektrisk reaktor, jernkerneforkobling eller elektrisk forkobling, som dækker over den gamle tændings og strømforsyningsmåde med en specieldesignet elektrisk spole og glimtænder. Denne elektriske ballast kan kun drive varmkatode-gasudladningsrør.
En nyere teknologi er en elektronisk forkobling der også kaldes for en elektronisk ballast, HF-forkobling, elektronisk HF-spole, HF-ballaststrømforsyning og elektronisk spole. En elektronisk forkobling kan designes til at drive varmkatode- eller koldkatode-gasudladningsrør – eller begge typer.

## Forkoblingstyper

### Ballastspole og glimtænder
En ballastspole anvendes sammen med en traditionel glimtænder (eller starter) til at starte strømmen gennem gasudladningsrøret. Funktion:
- Når elektricitet tilføres kortslutter glimtænderen. Strømmen gennem spolen stiger og falder med samme frekvens som elnettets frekvens. Fasen mellem strømmen gennem spolen og spændingen over spolen er dog forskellig.
- Efter et kort øjeblik bryder glimtænderen pga. glimrørets elektroders opvarmning. Forinden er gasudladningsrørets varmkatoder varmet op pga. strømmen gennem dem.
- Hvis glimtænderen bryder på et hensigtsmæssigt tidspunkt, vil spolens strøm være "høj". Det at glimrøret bryder, resulterer i at spolen genererer flere hundrede eller måske tusinder volt over sig og over gasudladningsrøret. Det resulterer i at gasudladningsrørets gas ioniserer. Hvis gassen ikke ioniserer, varmkatoderne ikke er varme nok eller én eller flere komponenter er defekte, starter processen forfra (eller slet ikke).
- Spændingen over gasudladningsrøret falder typisk til ca. 60-100V.

Et gasudladningsrørs levetid hænger sammen med antallet af tændinger med en traditionel glimtænder.

### Elektronisk glimtænder
Fra ca. 1981 er der blevet ansøgt patenter på elektroniske glimtændere. Herefter er de blevet tilgængelige på verdensmarkedet. Fordelen ved disse er at gasudladningsrøret starter hurtigere og uden forudgående lysglimt. Herudover øges gasudladningsrørets levetid væsentligt.

### HF-ballaststrømforsyning
En nyere og mere effektiv måde at strømforsyne gasudladningsrør på, er med Hf-ballaststrømforsyning. Hf-ballaststrømforsyningens tændingsfunktion øger udladningsrørets levetid væsentligt i forhold til de traditionelle glimtændere og elektroniske glimtændere. Herudover spares energi, da HF-ballaststrømforsyningen er mere effektiv end en traditionel ballastspole.

Langt de fleste lavenergipærer (år 2008) har en elektronisk HF-forkobling indbygget.